# البريد الأثيوبي

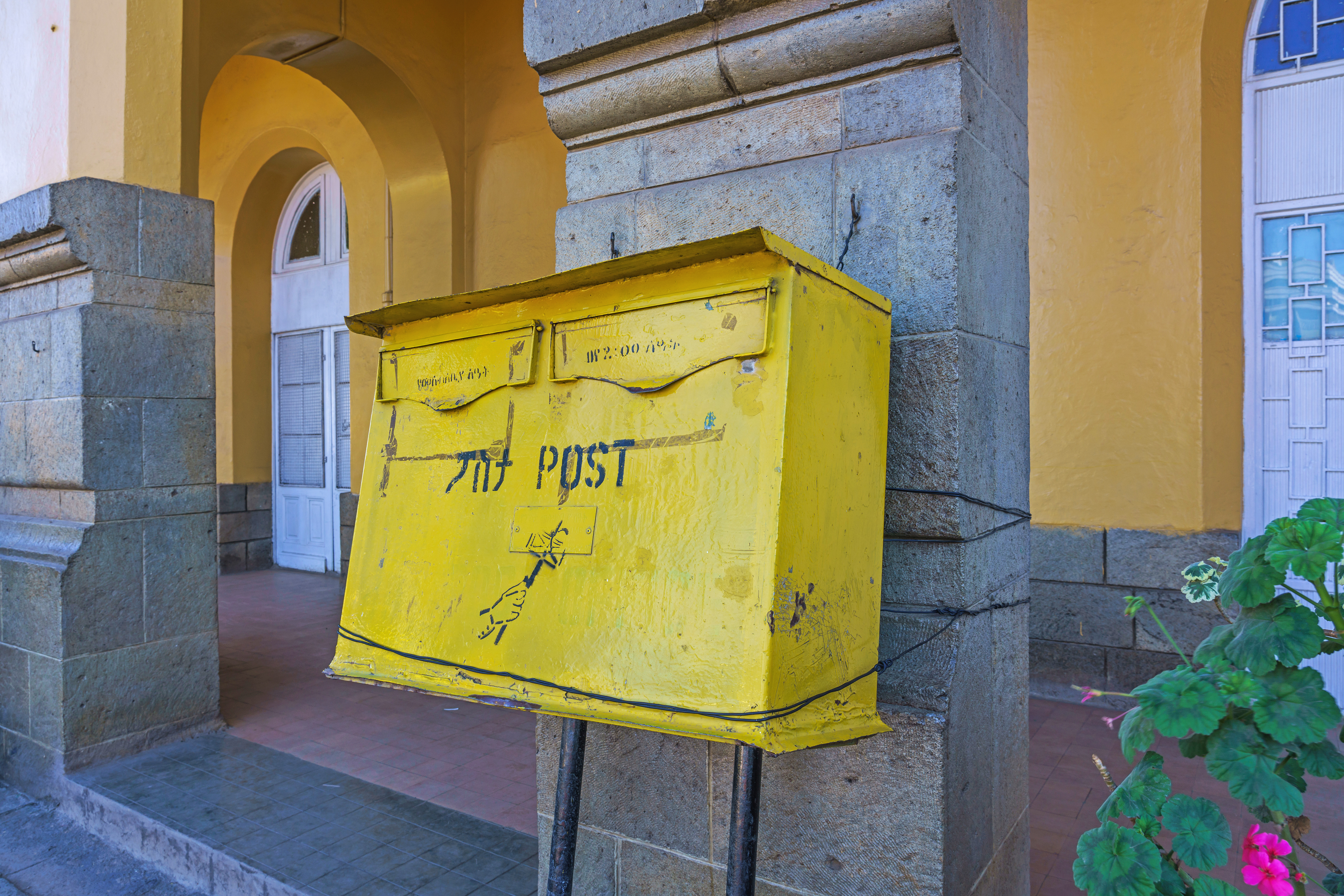
صندوق بريد في أديس أبابا

البريد الأثيوبي أو الخدمة البريدية الإثيوبية (إثيو بوستال) هي خدمة بريدية وطنية لإثيوبيا.

## الهدف
الغرض من البريد الإثيوبي هو السماح للبوابة بقبول البريد وتسليم التحويلات والخدمات البريدية الأخرى لعملائها. بدأ فعل السماح بهذه الخدمات في البداية حاجة للشعب الإثيوبي للتواصل على نطاق وطني. أُنشئت الخدمة البريدية الإثيوبية بموجب القانون بهدف إنشاء وتعزيز الخدمات البريدية على أساس التطوير.

## الجمهور
- الجمهور العام
- قنصليات السفارات
- منظمات دولية

## روابط خارجية
- الموقع الرسمي
- خدمة إثيو البريدية
- كيف ترسل إلى إثيوبيا
- معلومات عامة عن تاريخ الخدمة البريدية الإثيوبية